# شیکر چرچ (واشینگتن)
شیکر چرچ (به انگلیسی: Shaker Church) یک منطقهٔ مسکونی در ایالات متحده آمریکا است که در شهرستان اسنوهومیش، واشینگتن واقع شده‌است. شیکر چرچ ۱۲٫۲ کیلومتر مربع مساحت و ۷۸۷ نفر جمعیت دارد و ۸۳ متر بالاتر از سطح دریا واقع شده‌است.